# Архипелаг Кабрера
Архипелаг Кабрера (архипелаг Кабреры; исп. Archipiélago de Cabrera, кат. Arxipèlag de Cabrera) — группа небольших островов в Средиземном море, входящих в состав Балеарских островов (Испания). Самый крупный из них — Кабрера. Расположены в 10 км к югу от острова Мальорка.
Природа островов отличается богатым разнообразием, и представлена большим числом видов растений и животных (в том числе местных эндемиков). Все острова являются частью Национального парка архипелага Кабрера, открытого для посещения туристами.
Архипелаг образован следующими (как относительно крупными, так и крошечными) островами:
- Кабрера (кат. Cabrera)
- Илья-дес-Конильс (кат. Illa des Conills)
- На-Редона (кат. Na Redona)
- Илья-дес-Фоноль (кат. Illa des Fonoll)
- На-Плана (кат. Na Plana)
- На-Побра (кат. Na Pobra)
- Ла-Империаль (кат. La Imperial)
- На-Форадада (кат. Na Foradada)
- Эль-Ильот-Пла (кат. El Illot Pla)
- Эстель-де-Фора (кат. Estell de Fora)
- Эстельс-Шапатс (кат. Estells Xapats)
- Илья-де-сес-Бледес (кат. Illa de ses Bledes)
- Ла-Эспонжа (кат. La Esponja)
- Ислоте-де-На-Форадада (кат. Islote de Na Foradada)
- Эстель-дель-Эсклата-Санг (кат. Estell del Esclata-sang)
- Илья-де-сес-Ратес (кат. Illa de ses Rates)
- Эстель-дес-Коль (кат. Estell des Coll)
- Илья-де-л’Олло (кат. Illa de l’Olló)